# Georges Delerue
Georges Delerue (12. března 1925 Roubaix – 20. března 1992 Los Angeles) byl francouzský hudební skladatel, který pracoval zejména v oblasti filmové a televizní hudby. Napsal hudbu k více než 350 audiovizuálním dílům. Za hudební podkres amerického filmu Střípky lásky získal v roce 1980 Oscara. Celkem byl na něj nominován pětkrát, třikrát na Zlatý glóbus, dvakrát na cenu BAFTA. V letech 1979-1981 získal třikrát po sobě Césara, za snímky Připravte si kapesníky, Láska na útěku a Poslední metro. Celkem byl na tuto nejprestižnější francouzskou filmovou cenu nominován osmkrát. Jeho hudba je známa i z řady dalších populárních francouzských a amerických snímků: Hirošima, má láska (1959), Jules a Jim (1962), Cartouche (1962), Pohrdání (1963), Muž z Ria (1964), Muž z Hongkongu (1965), Oskar (1967), Velký šéf (1969), Hibernatus (1969), Den Šakala (1973), Americká noc (1973), Nenapravitelný (1975), Něžné kuře (1978), Dvojčata (1988), Četa (1986), Francouzská revoluce (1989). Vytvářel hudební tvář francouzské nové vlny, napsal hudbu k jedenácti Truffautovým filmům a sedmnácti De Brocovým. Je nositelem Řádu umění a literatury.